# Vandtårnene på Baunehøj
 For alternative betydninger, se Det Hvide Vandtårn. (Se også artikler, som begynder med Det Hvide Vandtårn)
Vandtårnene på Baunehøj dækker over de to vandtårne, det hvide vandtårn og røde vandtårn i det sydvestlige hjørne af Danmarks Tekniske Universitets (DTU) campus i Kongens Lyngby. Det hvide vandtårn blev dog revet ned i 2017 og tilbage står således nu kun det røde vandtårn. Dette er nu det eneste tilbageværende vandtårn tilhørende Lyngby-Taarbæk Kommune. To andre vandtårne i kommunen tilhører henholdsvis Gentofte Kommune (Hjortekær Vandtårn) og staten (Brede Vandtårn).
Det hvide vandtårn blev opført i årene 1939-41 og tjente til forsyning af DTU i dagtimerne og af hele byen i nattetimerne.
Det røde vandtårn er opført i 1971-73 og kan med sin større trykhøjde hjælpe med at forsyne hele kommunen, eksklusive DTU i dagtimerne. Desuden overtog det hele vandforsyningen i en periode i 2006, da det hvide vandtårn skulle renses og renoveres efter en vandforurening.

## Fodnoter
1. 1 2 3 4  Andersen s. 56
2. ↑  Andersen s. 57
3. ↑  Andersen s. 47 & 49
4. ↑  Andersen s. 58
5. 1 2  "Beslutningsprotokol fra kommunalbestyrelsesmøde i Lyngby-Taarbæk Kommune 2002". Arkiveret fra originalen 15. maj 2003. Hentet 13. maj 2009.
6. ↑  Beslutningsprotokol fra kommunalbestyrelsesmøde i Lyngby-Taarbæk Kommune 2006 (Webside ikke længere tilgængelig)